# Camilla Wagner
Harriet Anna Camilla Jörgensdotter Wagner, tidigare Halth, född 27 september 1967 i Kristinehamns församling i Värmlands län, är en svensk journalist som tidigare var researchchef, redaktör och publisher på Veckans Affärer med jämställdhet och ledarskap som bevakningsområde. Wagner ansvarade för den årliga listan av näringslivets 125 mäktigaste kvinnor under åren 2000-2012. Hon grundade VA Kvinna, som sedan januari 2020 drivs av Dagens Industri under namnet Jämställt näringsliv.  2008 skrev hon boken 19 röster om kvinnor & makt.
Under våren 2015 gjorde Camilla Wagner programledardebut i Sveriges Radio P1 med programmet Kvinnorna & Pengarna. Sedan maj 2020 är hon ordförande i Fredrika Bremer-förbundet och chefredaktör för tidskriften Hertha.